# 钟表学

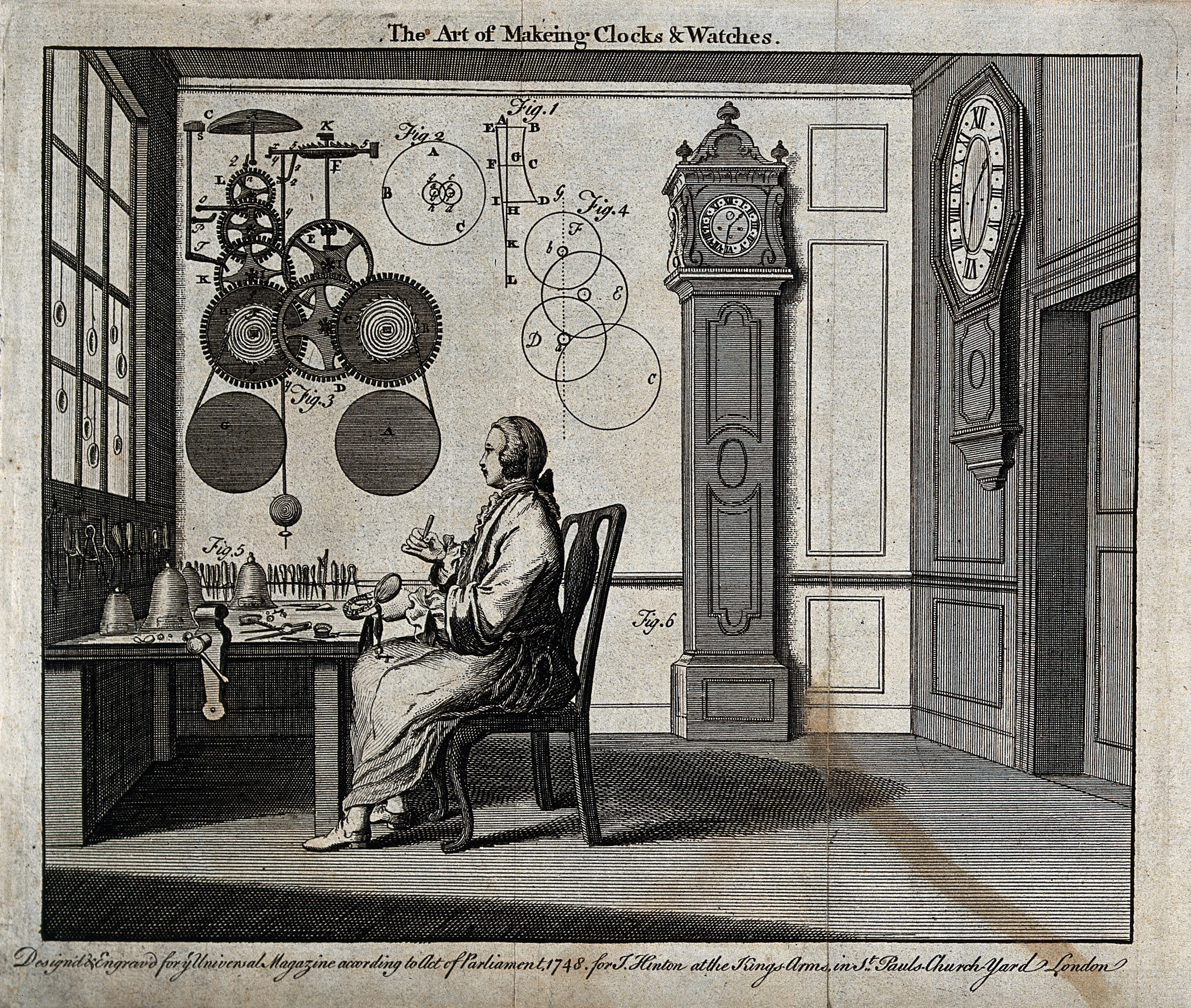
一名鐘錶匠坐在他的工作台上

钟表学 是一門專門研究时间测量裝置以及机械计时装置的学科。時鐘、手表、日晷、沙漏、水鐘、打卡机、原子鐘都是用于测量时间的仪器。对钟表学感兴趣的人則被称为钟表学家。世界上有許多與钟表学有關的专业协会和学术团体。全球最大的钟表学会员组织是美国的NAWCC。

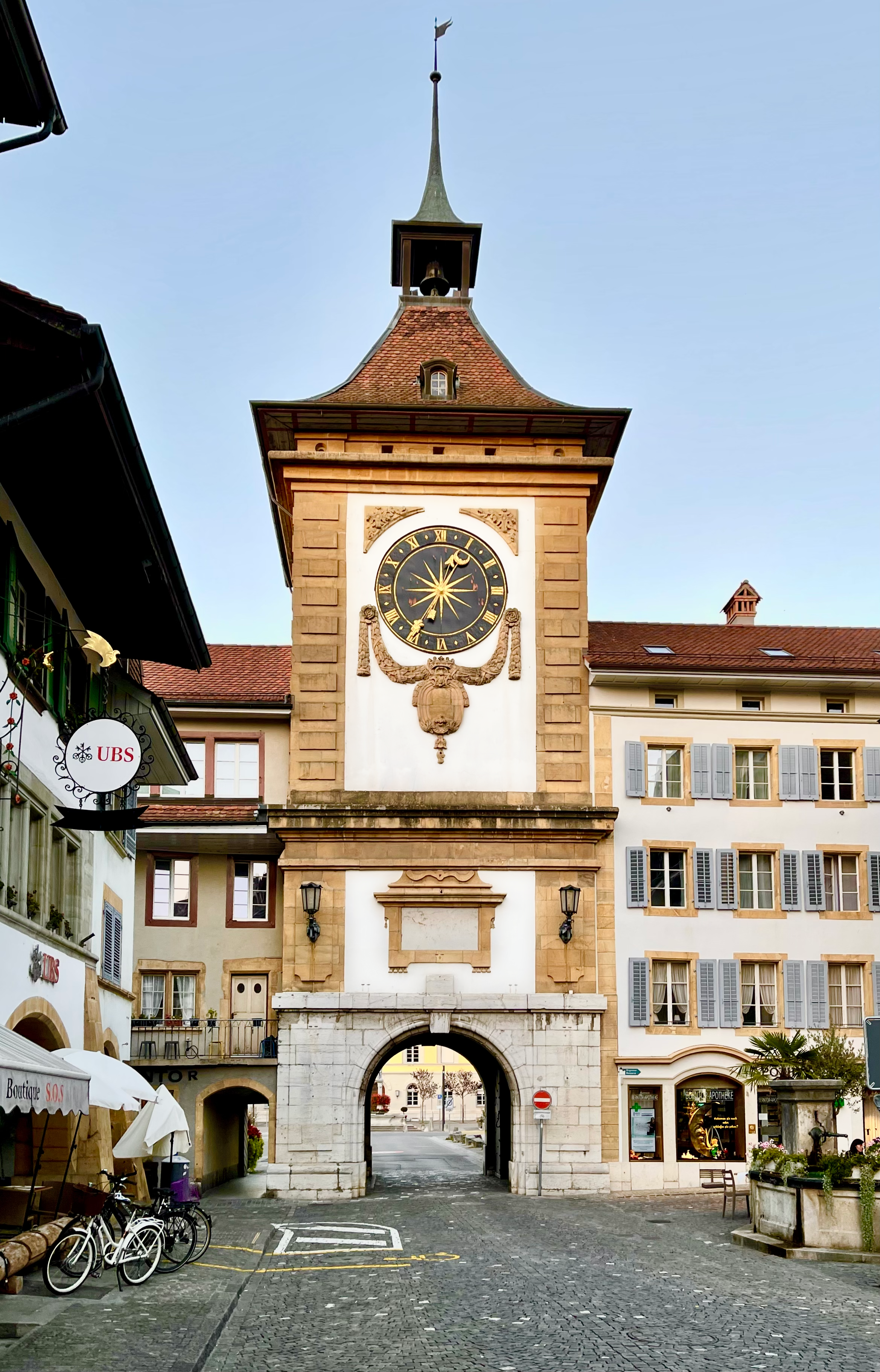
穆尔滕的钟楼